# Mińska Suworowska Szkoła Wojskowa
Mińska Suworowska Szkoła Wojskowa (ros.) Минское суворовское военное училище (МнСВУ) biał. Мінскае сувораўскае ваеннае вучылішча – pierwotnie radziecka specjalistyczna 3-letnia szkoła wojskowa w Mińsku dla młodzieży w wieku szkolnym, odpowiednik liceum wojskowego, działająca od 1952.
Obecnie szkoła działa w systemie kształcenia pięcioletniego.